# جمعية مرشدات باكستان
جمعية مرشدات باكستان هي المنظمة الإرشادية الوطنية في باكستان. تأسست في عام 1911 كجزء من بهارات الكشافة والمرشدات، وأصبحت المنظمة مستقلة في عام 1947 وعضو كامل العضوية في الرابطة العالمية للمرشدات وفتيات الكشافة في عام 1948. الجمعية للبنات فقط وتضم 117,692 عضوة (اعتبارا من عام 2010).